# جيروم شامبين
جيروم شامبين (بالفرنسية: Jérôme Champagne)‏ هو كاتب مقالات ودبلوماسي فرنسي، ولد في 15 يونيو 1958 في باريس في فرنسا.